# Clisham
Clisham (Schots-Gaelisch: An Cliseam) is de hoogste berg van de Schotse Buiten-Hebriden. De Clisham is 799 meter hoog en bevindt zich op Harris tussen Tarbert en Ardvourlie, nabij de A859. Vanaf de A859 kan de Clisham worden beklommen vanaf de zijweg naar Maraig. De beklimming is vrij gemakkelijk.